# الكسندر روبرتسون (رسام)
الكسندر روبرتسون (بالإنجليزية: Alexander Robertson) هو مدرس ورسام أمريكي، ولد في 1772 في اسكتلندا في المملكة المتحدة، وتوفي في 1841.